# Severovo
Severovo es un pueblo ubicado en la municipalidad de Arilje, en el distrito de Zlatibor, Serbia.

## Superficie
Posee una superficie de 16,03 kilómetros cuadrados.

## Demografía
Hasta 2022 la población era de 159 habitantes, con una densidad de población de 9,92 habitantes por kilómetro cuadrado.